# Mela Spira
Melanie „Mela“ Spira (geboren 10. Oktober 1893 als Melanie Hess in Wien, Österreich-Ungarn; gestorben 24. April 1967 in London) war eine österreichische Schauspielerin und Schriftstellerin.

## Leben
Mela Hartwig war eine Tochter des Soziologen Theodor Herzl, der 1895 vom Judentum zum Katholizismus konvertierte und den Namen Theodor Hartwig annahm. Sie wurde ursprünglich als lediges Kind ihrer Mutter Katharina Hess geboren und als Melanie Hess in die Geburtsmatrik der Israelitischen Kultusgemeinde aufgenommen. Nach der Scheidung der Eltern wurden sie und ihre Schwester Margarethe dem Vater zugesprochen.
Nach der Matura begann sie in Wien Pädagogik zu studieren, wechselte aber bald ans Wiener Konservatorium, um dort Gesang und Schauspiel zu studieren. In den Jahren 1917 bis 1921 war sie an verschiedenen Bühnen Österreichs tätig und gehörte in dieser Zeit auch dem Ensemble des Berliner Schillertheaters an. Mit 28 Jahren heiratete sie 1921 den jüdischen Rechtsanwalt Robert Spira. Noch im selben Jahr verließ sie die Bühne und lebte mit ihrem Ehemann in Gösting bei Graz. Dort begann sie mit ersten schriftstellerischen Arbeiten.
Mit der Erzählung Das Verbrechen konnte Spira 1927 als Schriftstellerin debütieren. Bei einem literarischen Wettbewerb der Zeitschrift Die literarische Welt wurde diese Erzählung prämiiert und durch Vermittlung von Alfred Döblin und Stefan Zweig konnte Hartwig im darauffolgenden Jahr ihre Novellensammlung Ekstasen veröffentlichen. 1929 erschien ihr Roman Das Weib ist ein Nichts und verursachte ebenso wie ihre Novellen einen Skandal. Durch ihre Bekanntschaft mit dem Maler Alfred Wickenburg und dem Lyriker Hans Leifhelm stand sie auch Künstlerkreisen nahe.
Nach dem Anschluss Österreichs an das Deutsche Reich 1938 wurde das Eigentum – ein Haus in Graz, ein Wochenendhaus in Tauplitz und die Kunstsammlung – beschlagnahmt. Mela und Robert Spira emigrierten im letzten Moment nach Großbritannien, wo sie ihren Lebensunterhalt als Übersetzerin verdienen konnte. Durch diese Arbeit lernte sie Virginia Woolf kennen, die ihr eine Anstellung als Sprachlehrerin vermittelte. In London wurde Hartwig auch Mitglied im P.E.N.-Zentrum deutschsprachiger Autoren im Ausland. Sie konnte allerdings nicht an frühere Erfolge anschließen, da sie keinen Zugang zum deutschsprachigen Literaturpublikum mehr hatte, und widmete sich der Malerei, die sie bereits in Graz bei Alfred Wickenburg begonnen hatte.
Ihre Schwester Margarethe, verheiratete Grete Manischinger, war Schriftstellerin und Kabarettistin. Sie emigrierte mit ihrem Mann, dem Musiker und Komponisten Kurt Manschinger alias Ashley Vernon, in die USA und lebte und arbeitete in New York.
Nach dem Krieg besuchte das Ehepaar Spira, das kinderlos geblieben war, zweimal die Steiermark, beschloss aber aufgrund der Behandlung, die ihnen dabei zuteilwurde, in London zu bleiben. Dort starb Mela Spira 1967 im Alter von nahezu 74 Jahren, kurz darauf auch ihr Mann.
Postum erlebte das literarische Werk Mela Spiras eine Renaissance.

## Ehrungen
- 1929 – Dichterpreis der Stadt Wien
- Im Jahr 2012 wurde in Wien-Donaustadt (22. Bezirk) die Mela-Spira-Gasse nach ihr benannt, in Graz nunmehr auch die Mela-Spira-Straße seit 2014

## Werke
- Bin ich ein überflüssiger Mensch? Roman. Droschl, Graz 2001, ISBN 3-85420-574-0
- Ekstasen. Novellen. Ullstein, Frankfurt 1992, ISBN  3-548-30281-5
- Inferno. Roman. Droschl, Graz 2018, ISBN 978-3990590201
- Spiegelungen. Gedichte. Gurlitt, Wien 1953 (Kleine Gurlitt-Reihe, 6)
- Das Verbrechen. Novellen und Erzählungen. Droschl, Graz 2004, ISBN 3-85420-659-3
- Der verlorene Traum. 1944
- Das Weib ist ein Nichts. Roman. Droschl, Graz 2002, ISBN 3-85420-615-1
- Das Wunder von Ulm. Novelle. Phénix, Paris 1936